# Carnejy Antoine
Carnejy Antoine (ur. 27 lipca 1991 w Paryżu) – haitański piłkarz grający na pozycji napastnika w izraelskim klubie Hapoel Hajfa oraz reprezentacji Haiti.

## Kariera
Antione swoją karierę rozpoczynał w Olympique Noisy-le-Sec. Następnie występował w kilku innych klubach z niższych lig francuskich, takich jak: RE Betrix, AS Prix-lès-Mézières, FC Saint-Jean-le-Blanc czy Saint-Pryvé Saint-Hilaire FC. W sezonie 2019/20 został królem strzelców Pucharu Francji. W 2020 przeniósł się do trzecioligowego US Orléans. W 2022 został piłkarzem Casa Pia z Liga Portugal 2. Po roku przeniósł się do Hapoel Hajfa.
W reprezentacji Haiti zadebiutował 5 czerwca 2021 w meczu eliminacji do MŚ 2022 przeciwko Turks i Caicos. W tym samym spotkaniu zdobył hat-tricka. Został powołany na Złoty Puchar CONCACAF 2021.